# Muret-et-Crouttes

Muret-et-Crouttes este o comună în departamentul Aisne din nordul Franței. În 1 ianuarie 2022 avea o populație de 111 de locuitori.